# Kališnik
Kališnik je priimek v Sloveniji, ki ga je po podatkih Statističnega urada Republike Slovenije na dan 1. januarja 2010 uporabljalo 298 oseb.

## Znani nosilci priimka
- Janez Kališnik (1921—2004), filmski snemalec in fotograf
- Joži Kališnik (*1948), pevka narodnozabavne glasbe
- Jure Kališnik (*1980), matematik
- Mateja Kališnik, zborovodkinja
- Miroslav Kališnik (1927—2009), medicinec histolog, embriolog, univ. profesor (MF)
- Primož Kališnik, novinar
- Samo Kališnik & Jasmina Šmarčan Kališnik, glasbenika
- Stane Kališnik, slikar
- Štefan Kališnik (1929—2004), novinar, urednik, pisatelj, dramatik, prevajalec
- Varja Kališnik (*1959), pisateljica, predavateljica in publicistka